# 웃음소리 (영화)
"웃음소리"는 1978년에 개봉한 대한민국의 영화이다.

## 캐스팅
- 남정임
- 이영하
- 김만
- 도금봉
- 한은진
- 이종만
- 이승현
- 남수정
- 이연희
- 홍윤정
- 백정자
- 김지영
- 차의선
- 김경란
- 양춘
- 정형만
- 이복강
- 임생출
- 김승남
- 지용남
- 추봉
- 김기범
- 이예성
- 장혁 (우정출연)
- 최성 (우정출연)
- 박봉서 (우정출연)